# Labidosauriscus richardi
Labidosauriscus richardi — викопний вид примітивних плазунів вимерлої родини капторінід (Captorhinidae), що існував у ранньому пермі на території Північної Америки. Скам'янілі рештки рептилії знайдено у штаті Оклахома у відкладеннях формації Гарбер. Описаний по рештках черепа (голотип OMNH 77609).